# Магмудіє (Марказі)
Магмудіє (перс. محموديه) — село в Ірані, у дегестані Сарук, у бахші Сарук, шагрестані Фараган остану Марказі. За даними перепису 2006 року, його населення становило 14 осіб, що проживали у складі 4 сімей.

## Клімат
Середня річна температура становить 12,86 °C, середня максимальна – 32,20 °C, а середня мінімальна – -10,92 °C. Середня річна кількість опадів – 272 мм.
| Клімат поселення                              | Клімат поселення | Клімат поселення | Клімат поселення | Клімат поселення | Клімат поселення | Клімат поселення | Клімат поселення | Клімат поселення | Клімат поселення | Клімат поселення | Клімат поселення | Клімат поселення | Клімат поселення |
| Показник                                      | Січ.             | Лют.             | Бер.             | Квіт.            | Трав.            | Черв.            | Лип.             | Серп.            | Вер.             | Жовт.            | Лист.            | Груд.            |                  |
| Середній максимум, °C                         | 7,93             | 10,84            | 16,22            | 21,52            | 25,92            | 32,14            | 32,20            | 31,06            | 26,76            | 21,41            | 14,58            | 8,27             |                  |
| Середня температура, °C                       | −1,48            | 1,42             | 6,80             | 12,10            | 16,50            | 22,70            | 25,88            | 24,73            | 20,44            | 15,08            | 8,27             | 1,96             |                  |
| Середній мінімум, °C                          | −10,92           | −8,01            | −2,64            | 2,65             | 7,06             | 13,27            | 19,57            | 18,42            | 14,12            | 8,77             | 1,95             | −4,36            |                  |
| Норма опадів, мм                              | 40               | 36               | 48               | 35               | 30               | 5                | 1                | 1                | 0                | 10               | 26               | 40               |                  |
| Середньомісячна швидкість вітру, м/с          | 1.92             | 2.04             | 2.74             | 3.16             | 2.79             | 2.52             | 2.58             | 2.49             | 2.30             | 2.17             | 1.96             | 1.37             |                  |
| Середньомісячна сонячна радіація, кДж/м²·день | 9042             | 12485            | 14853            | 18236            | 22244            | 26849            | 25905            | 24009            | 20952            | 15512            | 10936            | 8939             |                  |
| --------------------------------------------- | ---------------- | ---------------- | ---------------- | ---------------- | ---------------- | ---------------- | ---------------- | ---------------- | ---------------- | ---------------- | ---------------- | ---------------- | ---------------- |
| Джерело:                                      |                  |                  |                  |                  |                  |                  |                  |                  |                  |                  |                  |                  |                  |